# Toby Huss
Tobias Huss (Marshalltown, 9 dicembre 1966) è un attore statunitense.
Ha iniziato la sua carriera di attore nel 1984 e ha lavorato sia nel cinema che nella televisione in oltre 100 ruoli; al cinema è noto per aver recitato in Jerry Maguire.

## Filmografia parziale

### Cinema
- Ritorno dal nulla (The Basketball Diaries), regia di Scott Kalvert (1995)
- Giù le mani dal mio periscopio (Down Periscope), regia di David S. Ward (1996)
- Strani miracoli (Dear God), regia di Garry Marshall (1996)
- Las Vegas - In vacanza al casinò (Vegas Vacation), regia di Stephen Kesslerg (1997)
- Jerry Maguire, regia di Cameron Crowe (1996)
- Gli infiltrati (The Mod Squad), regia di Scott Silver (1999)
- Indiavolato (Bedazzled), regia di Harold Ramis (2000)
- The Country Bears - I favolorsi (The Country Bears), regia di Peter Hastings (2002) - voce
- L'alba della libertà (Rescue Dawn), regia di Werner Herzog (2006)
- Reno 911!: Miami, regia di Robert Ben Garant (2007)
- Balls of Fury - Palle in gioco (Balls of Fury), regia di Robert Ben Garant (2007)
- Have Dreams, Will Travel, regia di Brad Isaacs (2007)
- Il papà migliore del mondo (World's Greatest Dad), regia di Bobcat Goldthwait (2009)
- Puzzole alla riscossa (Furry Vengeance), regia di Roger Kumble (2010)
- Alpha and Omega, regia di Anthony Bell e Ben Gluck (2010)
- God Bless America, regia di Bobcat Goldthwait (2011)
- Cowboys & Aliens, regia di Jon Favreau (2011)
- Bad Milo!, regia di Jacob Vaughan (2013)
- 42 - La vera storia di una leggenda americana (42), regia di Brian Hengeland (2013)
- Non dico altro (Enough Said), regia di Nicole Holofcener (2013)
- The Invitation, regia di Karyn Kusama (2015)
- Little Boy, regia di Alejandro Gómez Monteverde (2015)
- Equals, regia di Drake Doremus (2015)
- Ghostbusters, regia di Paul Feig (2016)
- Nella valle della violenza (In a Valley of Violence), regia di Ti West (2016)
- Take Me, regia di Mike Makowsky (2017)
- La festa delle fidanzate (Girlfriend's Day), regia di Michael Stephenson (2017)
- The Front Runner - Il vizio del potere (The Front Runner), regia di Jason Reitman (2018)
- Destroyer, regia di Karyn Kusama (2018)
- City of Lies - L'ora della verità (City of Lies), regia di Brad Furman (2018)
- Halloween, regia di David Gordon Green (2018)
- Sword of Trust, regia di Lynn Shelton (2019)
- Horse Girl, regia di Jeff Baena (2020)
- The Rental, regia di Dave Franco (2020)
- Copshop - Scontro a fuoco (Copshop), regia di Joe Carnahan (2021)
- Uccelli del paradiso (Birds of Paradise), regia di Sarah Adina Smith (2021) – voce
- Beavis & Butt-Head alla conquista dell'universo (Beavis and Butt-Head Do the Universe), regia di Albert Calleros e John Rice (2022) – voce di Todd
- Weird: The Al Yankovic Story, regia di Eric Appel (2022)
- Blonde, regia di Andrew Dominik (2022)
- Weird - La storia di Al Yankovic (Weird: The Al Yankovic Story), regia di Eric Appel (2022)
- Weapons, regia di Zach Cregger (2025)

### Televisione
- Nikki – serie TV, 41 episodi (2000-2002)
- Carnivàle – serie TV, 24 episodi (2003-2005)
- Reno 911! – serie TV, 19 episodi (2003-2020)
- Halt and Catch Fire – serie TV, 38 episodi (2014-2017)
- CSI - Scena del crimine (CSI: Crime Scene Investigation) – serie TV, episodio 13x04 (2016)
- Outcast – serie TV, 7 episodi (2016-2017)
- Brockmire – serie TV, 5 episodi (2017)
- Sacred Lies – serie TV, 9 episodi (2018)
- The Righteous Gemstones – serie TV, episodi 1x04-1x07-1x09 (2019)
- Dickinson – serie TV, 29 episodi (2019-2021)
- GLOW – serie TV, 4 episodi (2019)
- Infiltrati alla Casa Bianca - White House Plumbers (White House Plumbers) – miniserie TV, 5 puntate (2023)

### Serie animate
Todd in  Beavis and Butt-head (sotto lo pseudonimo di "Rottilio Michieli")

## Doppiatori italiani
Nelle versioni in italiano delle opere in cui ha recitato, Toby Huss è stato doppiato da:
- Sergio Lucchetti in Criminal Minds, Outcast, Horse Girl
- Francesco Prando in Dickinson, Feud, Blonde
- Claudio Colombo in Strani miracoli, Las Vegas - In vacanza al casinò
- Stefano Benassi in Indiavolato, Nella valle della violenza
- Gaetano Varcasia in Carnivàle, Non dico altro
- Massimo Lodolo ne L'alba della libertà, Halloween
- Antonio Sanna in The Invitation, City of Lies - L'ora della verità
- Alberto Bognanni in The Rental, Infiltrati alla Casa Bianca - White House Plumbers
- Franco Mannella in Copshop - Scontro a fuoco, Weapons
- Simone Mori in Ritorno dal nulla
- Fabio Boccanera in Giù le mani dal mio periscopio
- Fabrizio Pucci in Nikki
- Andrea Lopez in Reno 911!: Miami
- Donato Sbodio in Halt and Catch Fire
- Teo Bellia in CSI - Scena del crimine
- Paolo Sesana in Take Me
- Oliviero Cappellini ne La festa delle fidanzate
- Pierluigi Astore in Colony
- Oliviero Dinelli in Brooklyn Nine-Nine
- Luca Biagini in Destroyer
- Gianluca Machelli in GLOW
- Marco Balzarotti in Attrazione Fatale

Da doppiatore è sostituito da:
- Paolo Buglioni in The Country Bears - I favolorsi
- Riccardo Rovatti in Beavis and Butt-head